# Norberto Font y Sagué
Norberto Font y Sagué (Barcelona, 17 de septiembre de 1873-Barcelona, 19 de abril de 1910) fue un geólogo, espeleólogo, naturalista y escritor español. Fue el introductor de la espeleología en España.

## Biografía
Sacerdote desde 1900, se dedicó inicialmente a la literatura y al periodismo. Más tarde estudió Geología, ejerciendo en 1904 la cátedra de dicha materia de los Estudios Universitarios Catalanes y publicó un curso de geología dinámica aplicado a Cataluña. Con el patrocinio del Centre Excursionista de Catalunya realizó una encuesta que le permitió elaborar el Catàleg espeleològic de Catalunya. Por iniciativa de Font y Sagué, se colocó el gran mamut de piedra que existe en el parque de la Ciudadela de Barcelona, en diciembre de 1907. En aquella época se potenció la Junta de Ciencias Naturales y se pretendía reproducir en piedra todas las grandes especies desaparecidas. El mamut fue construido según una maqueta del escultor Miquel Dalmau.
Como escritor, escribió en catalán y en español. Obtuvo premios en los Juegos Florales de Barcelona, en 1894 con Les creus de pedra a Catalunya (Las cruces de piedra en Cataluña) y en 1897 con Determinació de les comarques naturals i històriques de Catalunya (Determinación de las comarcas naturales e históricas de Cataluña). 
Otras obras de Font y Sagué fueron Cuadros del Sahara, La formación geológica del Río de Oro, Sahara español, Curso de geología dinámica y estratigrafía aplicada a Cataluña (1905), Història de les Ciències Naturals a Catalunya, del segle IX al segle XVIII (1908) y El diluvio bíblico según la geología (1909).
En su memoria, la Federación Catalana de Espeleología otorga cada año el premio "Norbert Font i Sagué" a los mejores trabajos espeleológicos realizados en Cataluña y en España.